# Kazuki Sakamoto
Kazuki Sakamoto (japanisch 坂本 一輝 Sakamoto Kazuki; * 10. April 1990 in Konan, Präfektur Shiga) ist ein ehemaliger japanischer Fußballspieler.

## Karriere
Kazuki Sakamoto erlernte das Fußballspielen in der Schulmannschaft der Shiga Yasu High School sowie in der Universitätsmannschaft der Ritsumeikan-Universität. Seinen ersten Vertrag unterschrieb im Januar 2013 bei Albirex Niigata (Singapur). Der Verein ist ein Ableger des japanischen Zweitligisten Albirex Niigata aus Niigata, der in der ersten singapurischen Liga, der Singapore Premier League, spielt. Für Albirex absolvierte er 54 Erstligaspiele und schoss dabei 34 Tore. 2015 unterschrieb er einen Vertrag bei Mio Biwako Shiga. Mit dem Verein aus Kusatsu spielt er in der vierten japanischen Liga, der Japan Football League. 2020 wurde er mit neun Toren Torschützenkönig. Für MIO absolvierte er 170 Ligaspiele.
Nach der Saison 2021 beendete Kazuki Sakamoto seine Karriere als Fußballspieler.

## Auszeichnungen
Japan Football League
- Torschützenkönig: 2020